# Beta Code
El Beta Code (en inglés literalmente ‘código beta’) es un método de representar, usando solo caracteres ASCII, las letras y formatos presentes en textos escritos en griego antiguo (y otros lenguajes arcaicos). Su propósito no es ser meramente una romanización del alfabeto griego, sino representar fielmente una amplia variedad de textos originales, incluyendo su formato además de caracteres raros o idiosincráticos.
El Beta Code fue desarrollado por David W. Packard a finales de los años 1970 y adoptado por el Thesaurus Linguae Graecae (TLG) en 1981. Se ha convertido en el estándar para codificar griego politónico y se usa también en diversos otros proyectos como el Perseus Project (que codifica todos sus textos en griego antiguo usando Beta Code, aunque puede reformatearlos de diversas formas al mostrarlos), el Packard Humanities Institute, la colección de Documentary Papyri de la Universidad de Duke y el Greek Epigraphy Project de las universidades de Cornell y Ohio. Sistemas como Sophokeys para teclear Beta Code pero general glifos griegos directamente en el texto introducido (en lugar de cuando se compone o muestra) son cada vez más populares, lo que ha hecho que el Beta Code, con algunas variaciones, se haya convertido en una especie de disposición de teclado universal para la escritura en griego politónico.

## Codificación

### Alfabeto griego
| Mayúscula | Beta Code | Nombre de la letra | Minúscula | Beta Code |
| --------- | --------- | ------------------ | --------- | --------- |
| Α         | *A        | Alfa               | α         | A         |
| Β         | *B        | Beta               | β         | B         |
| Γ         | *G        | Gamma              | γ         | G         |
| Δ         | *D        | Delta              | δ         | D         |
| Ε         | *E        | Épsilon            | ε         | E         |
| Ζ         | *Z        | Dseda              | ζ         | Z         |
| Η         | *H        | Eta                | η         | H         |
| Θ         | *Q        | Zeta               | θ         | Q         |
| Ι         | *I        | Iota               | ι         | I         |
| Κ         | *K        | Kappa              | κ         | K         |
| Λ         | *L        | Lambda             | λ         | L         |
| Μ         | *M        | Mi                 | μ         | M         |
| Ν         | *N        | Ni                 | ν         | N         |
| Ξ         | *C        | Xi                 | ξ         | C         |
| Ο         | *O        | Ómicron            | ο         | O         |
| Π         | *P        | Pi                 | π         | P         |
| Ρ         | *R        | Rho                | ρ         | R         |
| Σ         | *S        | Sigma medial       | σ         | S, S1     |
| Σ         | *S        | Sigma final        | ς         | S, S2     |
| Ϲ         | *S (*S3)  | Sigma lunada       | ϲ         | S (S3)    |
| Τ         | *T        | Tau                | τ         | T         |
| Υ         | *U        | Ípsilon            | υ         | U         |
| Φ         | *F        | Fi                 | φ         | F         |
| Χ         | *X        | Ji                 | χ         | X         |
| Ψ         | *Y        | Psi                | ψ         | Y         |
| Ω         | *W        | Omega              | ω         | W         |

### Puntuación
| Puntuación | Beta Code | Nombre                   |
| ---------- | --------- | ------------------------ |
| .          | .         | Punto                    |
| ,          | ,         | Coma                     |
| ·          | :         | Dos puntos (punto medio) |
| ;          | ;         | Signo de interrogación   |
| ’          | '         | Apóstrofo                |
| ‐          | -         | Guion                    |
| —          | _         | Raya                     |

### Acentos y diacríticos
| Diacrítico | Beta Code | Nombre             | Ejemplos | Codificados como |
| ---------- | --------- | ------------------ | -------- | ---------------- |
| ̓           | )         | Espíritu suave     | ἐν       | E)N              |
| ̔           | (         | Espíritu áspero    | ὁ, οἱ    | O(, OI(          |
| ́           | /         | Acento agudo       | πρός     | PRO/S            |
| ͂           | =         | Acento circunflejo | τῶν      | TW=N             |
| ̀           | \         | Acento grave       | πρὸς     | PRO\S            |
| ̈           | +         | Diéresis           | προϊέναι | PROI+E/NAI       |
| ͅ           | \|        | Iota suscrita      | τῷ       | TW=\|            |
| ̄           | &         | Larga              | μαχαίρᾱς | MAXAI/RA&S       |
| ̆           | '         | Breve              | μάχαιρᾰ  | MA/XAIRA'        |

## Ejemplo
Estos son los cuatro primeros verσos de la Ilíada de Homero en su transcipción con Beta Code.
- Μῆνιν ἄειδε, θεά, Πηληϊάδεω Ἀχιλῆος
- *MH=NIN A)/EIDE QEA\ *PHLHI+A/DEW *)AXILH=OS

- οὐλομένην, ἣ μυρί᾿ Ἀχαιοῖς ἄλγε᾿ ἔθηκε
- OU)LOME/NHN, H(\ MURI/' *)AXAIOI=S A)/LGE' E)/QHKE

- πολλὰς δ᾿ ἰφθίμους ψυχὰς Ἄϊδι προΐαψεν ἡρώων,
- POLLA\S D' I)FQI/MOUS YUXA\S *)/AI+DI PROI/+AYEN H(RW/WN,

- αὐτοὺς δὲ ἑλώρια τεῦχε κύνεσσιν
- AU)TOU\S DE\ E(LW/RIA TEU=XE KU/NESSIN